# Кібла
Кібла (араб. قبلة, «те‎, що знаходиться напроти») — напрямок на Мекку, а точніше на Каабу, якого слід дотримуватись під час мусульманської молитви (салят) і здійснення деяких обрядів.
Ібн Арабі, посилаючись на Коран (2:115/109), наголошував на тому, що, звертаючись під час молитви до кібли слід пам'ятати, що Бог не лише там, але всюди.
У мечетях кібла позначається спеціальною нішею (міхраб або кібла), чи лініями на підлозі, якщо орієнтація мечеті була неправильною

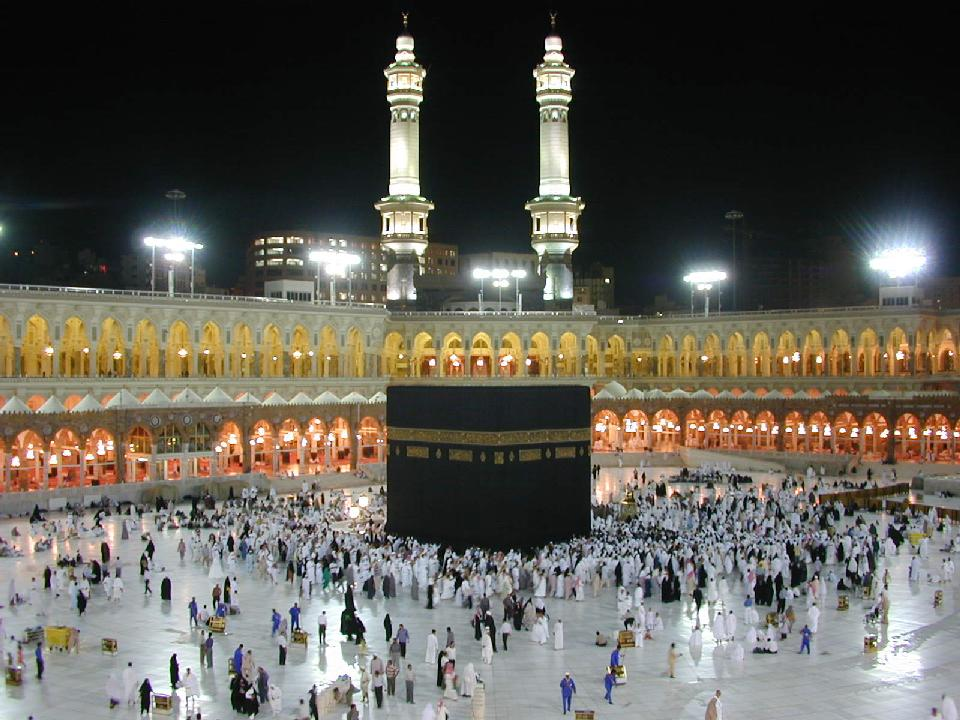
Напрямок кібли в ісламі — Кааба

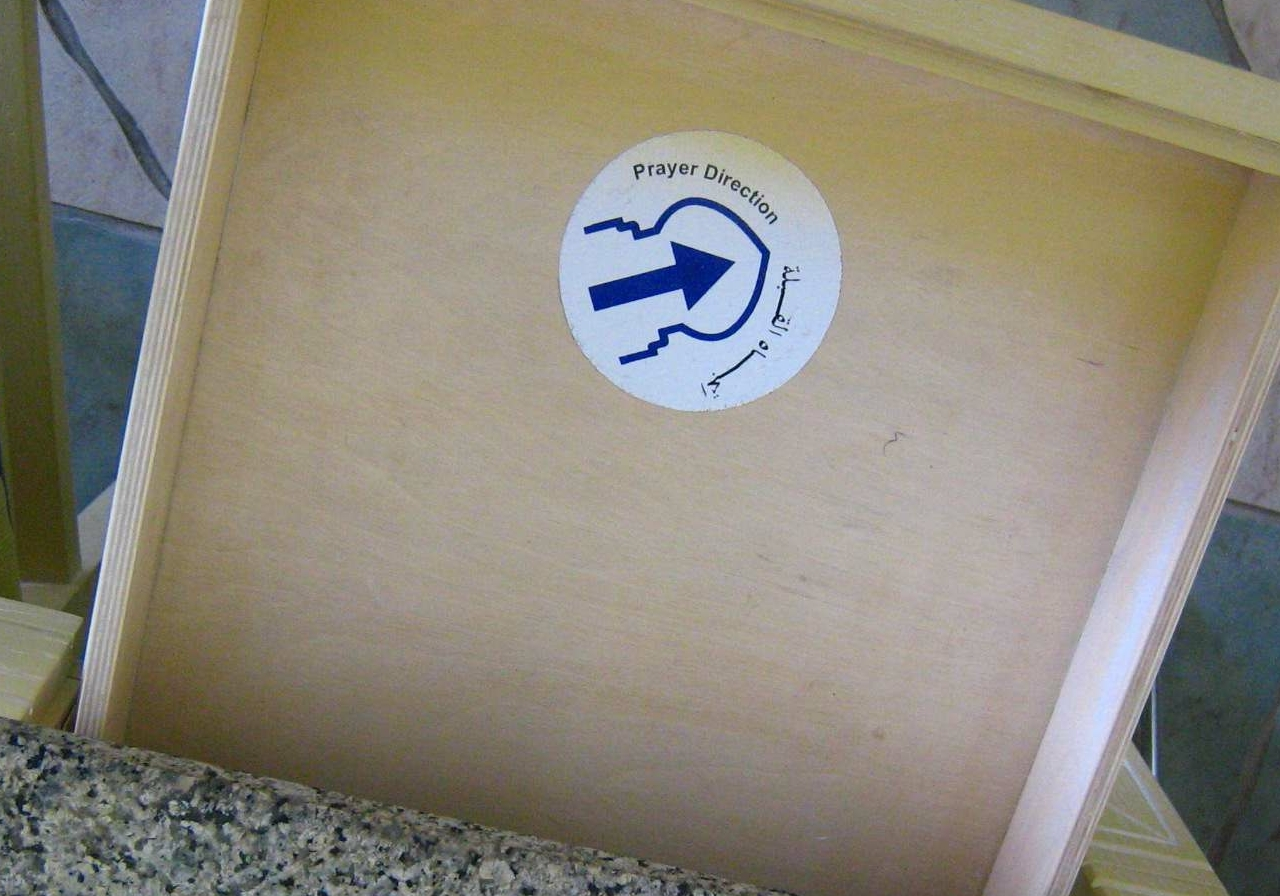
Кібла в єгипетському готелі

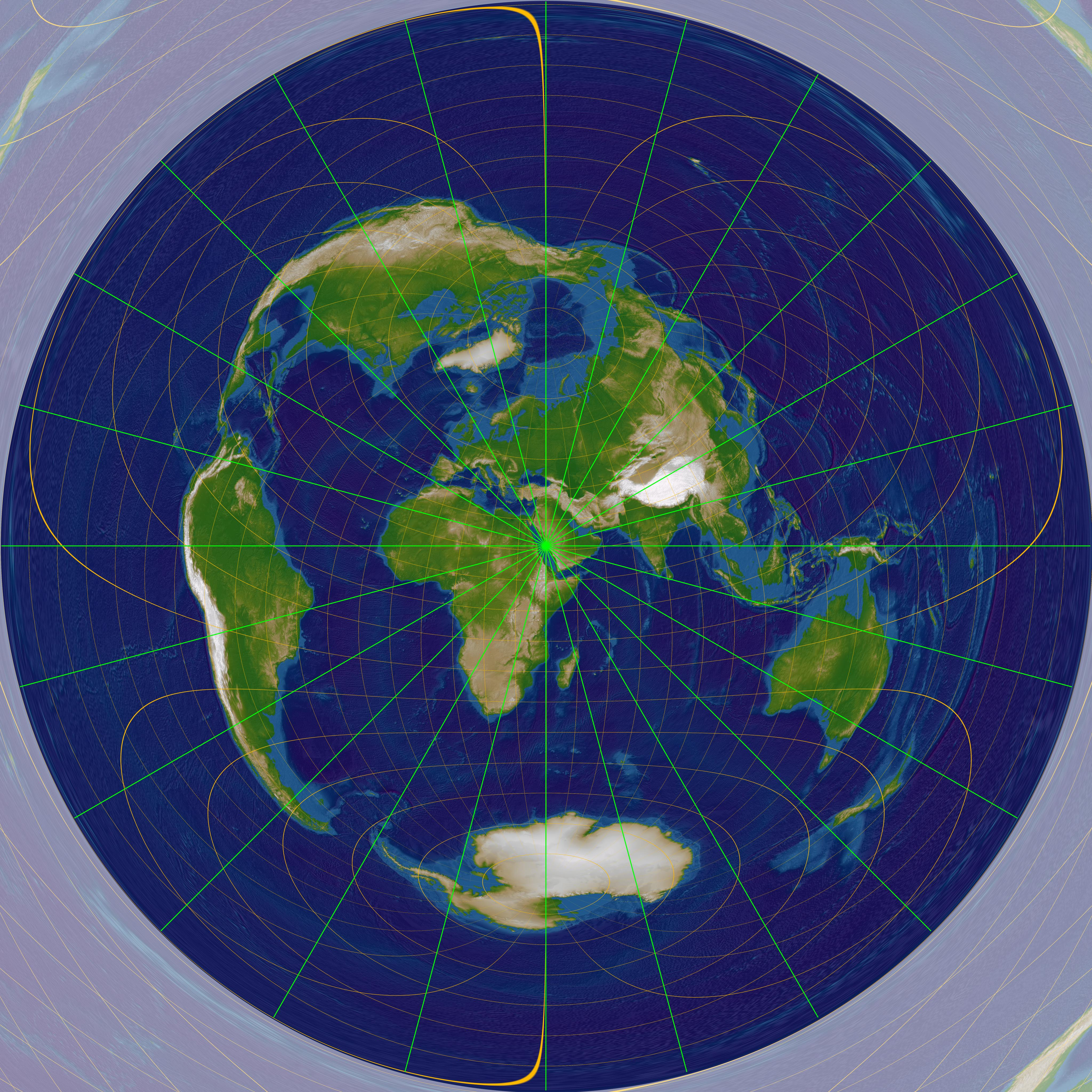
Напрямки до Кааби в Мецці з усього світу

Існують різні погляди на те, що слугувало кіблою для послідовників Мухаммеда в мекканський період його діяльності (610—622). У найпоширенішій науковій гіпотезі йдеться про те, що перші мусульмани звертались під час молитви обличчям до Єрусалиму. Однак дослідження мечеті в поселенні Куба неподалік Медини — першої культової споруди ісламу, закладеної Мухаммедом ще на шляху з Мекки до Медини у 622 р., показує, що ця будівля була орієнтована не на північ, у бік Єрусалиму, а на схід, як і християнські базиліки того часу. Водночас ранньомусульманське історичне передання стверджує, що перші 16 чи 17 місяців перебування Мухаммеда у Медині кіблою мусульман був напрямок на Єрусалим. Невдовзі після цього Мухаммед змінив напрямок кібли (Коран: 2:142/136—145/140), оголосивши кіблою напрямок на мекканське святилище — Каабу.
Ця подія стала одним з поворотних пунктів у історії первинного ісламу і мала важливі релігійно-політичні наслідки. Це знаменувало принципову відмінність релігії Мухаммеда від вчень юдеїв і християн (2:145/140). У ранніх хадисах визнання кібли на Каабу виступає одною з відмінних рис послідовників ісламу. Зміна кібли підкреслила аравійську специфіку нової віри, що, зрештою, значно полегшило поширення ісламу в Аравії. Саме з моменту зміни кібли іслам поступово починає виходити за рамки реформаторського руху, набуваючи рис самостійної релігії.
Напрям на Каабу займається під час молитви, під час заклику до молитви (азан), під час входження у стан іхраму під час хаджу та під час виходу з цього стану (іхлал), а також під час ритуального кидання каміння під час одного з обрядів (манасік) хаджу. При похованні (див. Джаназза) тіло мусульманина кладуть головою до Мекки. Жертовних тварин за мусульманським звичаєм ріжуть, повернувши їх голову в бік кібли.
Спосіб визначення кібли був одним з найважливіших завдань, що розроблялися середньовічною мусульманською математичною географією і сферичною астрономією. Визначенням азимута кібли займався зокрема великий арабський вчений-універсал Ібн ал-Хайсам